# Les Barils
Les Barils sont une commune française située dans le département de l'Eure, en région Normandie.
Avec 377 résidences secondaires (ou logements occasionnels) pour seulement 65 résidences principales, soit un taux de 85,4 %, la commune détient le record pour le département de l'Eure.

### Localisation

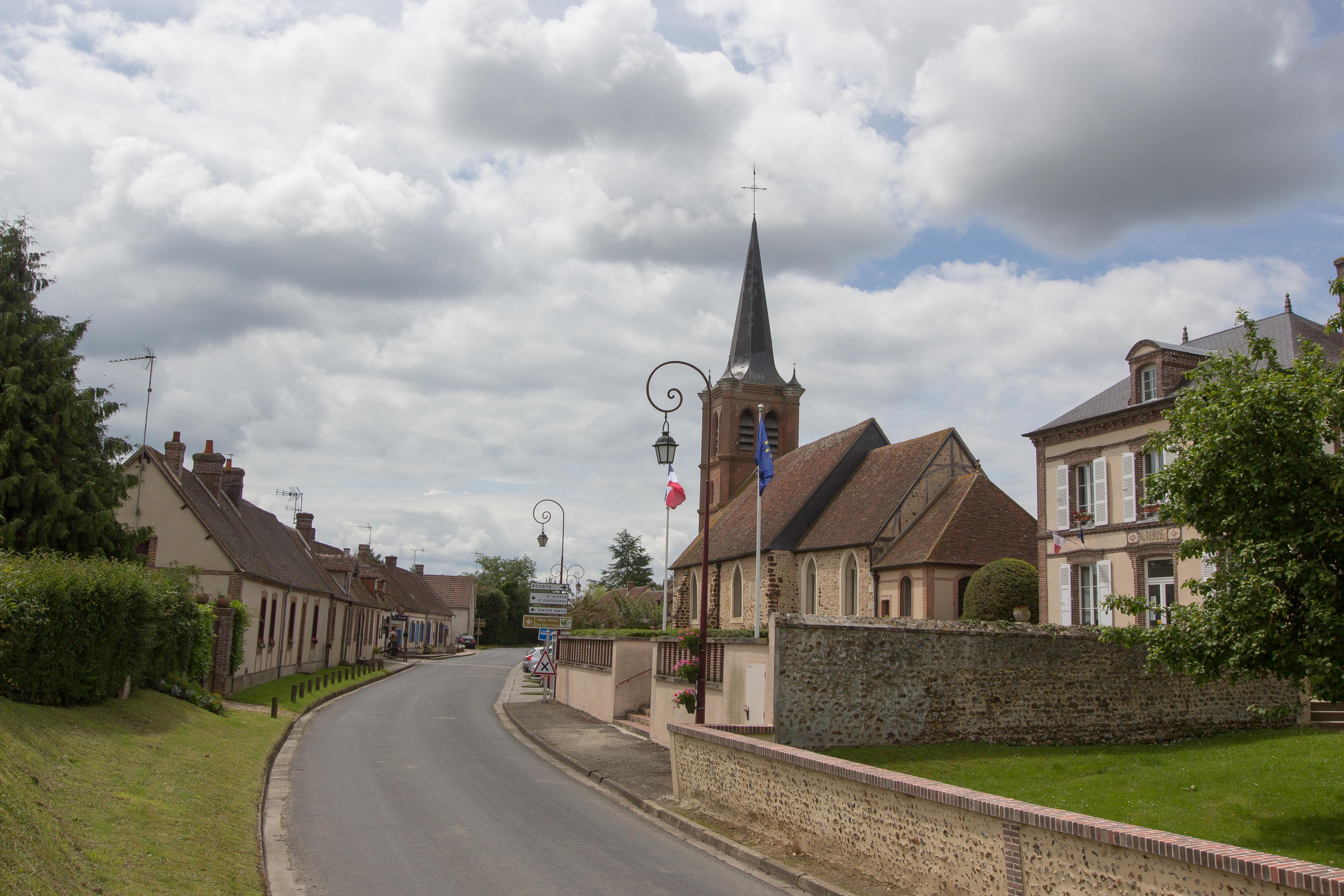
Vue de la route de Verneuil (D 166) qui traverse le village d'est en ouest.

## Géographie

### Communes limitrophes
|                   | Bourth, Mandres           |        |
| Gournay-le-Guérin | Barils                    | Pullay |
|                   | Saint-Christophe-sur-Avre |        |

### Hydrographie
La commune est située dans le bassin Seine-Normandie. Elle n'est drainée par aucun cours d'eau,.

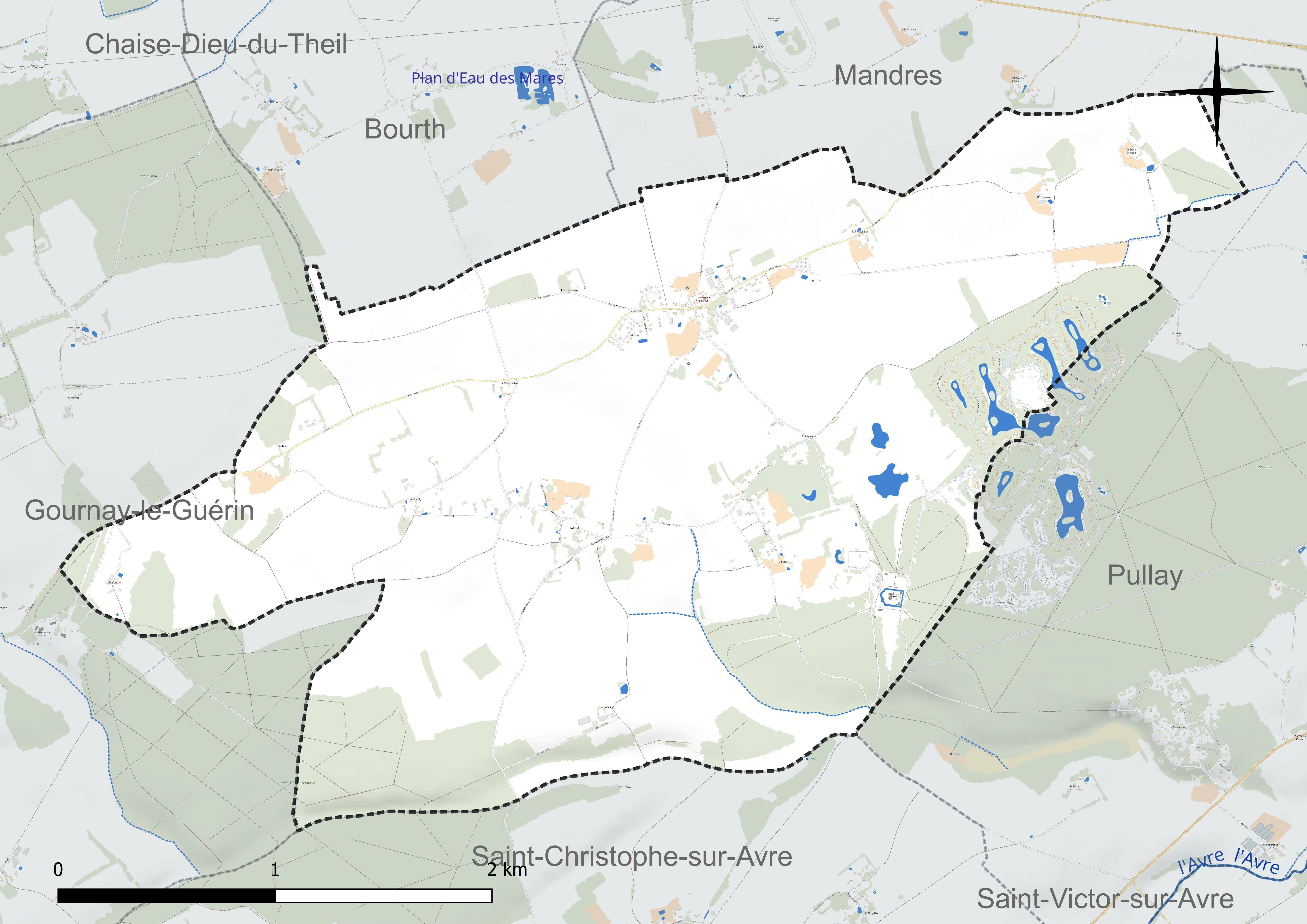
Réseau hydrographique des Barils.

### Climat
Pour des articles plus généraux, voir Climat de la Normandie et Climat de l'Eure.
En 2010, le climat de la commune est de type climat océanique dégradé des plaines du Centre et du Nord, selon une étude du CNRS s'appuyant sur une série de données couvrant la période 1971-2000. En 2020, Météo-France publie une typologie des climats de la France métropolitaine dans laquelle la commune est dans une zone de transition entre le climat océanique et le climat océanique altéré et est dans une zone de transition entre les régions climatiques « Sud-ouest du bassin Parisien » et « Normandie (Cotentin, Orne) ». Parallèlement le GIEC normand, un groupe régional d’experts sur le climat, différencie quant à lui, dans une étude de 2020, trois grands types de climats pour la région Normandie, nuancés à une échelle plus fine par les facteurs géographiques locaux. La commune est, selon ce zonage, exposée à un « climat des plateaux abrités », correspondant aux plaines agricoles de l’Eure, avec une pluviométrie beaucoup plus faible que dans la plaine de Caen en raison du double effet d’abri provoqué par les collines du Bocage normand et par celles qui s’étendent sur un axe du Pays d'Auge au Perche.
Pour la période 1971-2000, la température annuelle moyenne est de 10,3 °C, avec  une amplitude thermique annuelle de 14,5 °C. Le cumul annuel moyen de précipitations est de 721 mm, avec 11,7 jours de précipitations en janvier et 8,1 jours en juillet. Pour la période 1991-2020, la température moyenne annuelle observée sur la station météorologique la plus proche, située sur la commune de Beaulieu à 8 km à vol d'oiseau, est de 10,5 °C et le cumul annuel moyen de précipitations est de 836,7 mm,. Pour l'avenir, les paramètres climatiques de la commune estimés pour 2050 selon différents scénarios d’émission de gaz à effet de serre sont consultables sur un site dédié publié par Météo-France en novembre 2022.

## Urbanisme

### Typologie
Au 1er janvier 2024, Les Barils sont catégorisés commune rurale à habitat dispersé, selon la nouvelle grille communale de densité à 7 niveaux définie par l'Insee en 2022.
Elle est située hors unité urbaine. Par ailleurs la commune fait partie de l'aire d'attraction de Verneuil d'Avre et d'Iton, dont elle est une commune de la couronne,. Cette aire, qui regroupe 24 communes, est catégorisée dans les aires de moins de 50 000 habitants,.

### Occupation des sols
L'occupation des sols de la commune, telle qu'elle ressort de la base de données européenne d’occupation biophysique des sols Corine Land Cover (CLC), est marquée par l'importance des territoires agricoles (76,2 % en 2018), une proportion identique à celle de 1990 (76,2 %). La répartition détaillée en 2018 est la suivante : 
terres arables (59,1 %), forêts (14,7 %), prairies (9,7 %), espaces verts artificialisés, non agricoles (9,1 %), zones agricoles hétérogènes (7,4 %). L'évolution de l’occupation des sols de la commune et de ses infrastructures peut être observée sur les différentes représentations cartographiques du territoire : la carte de Cassini (XVIIIe siècle), la carte d'état-major (1820-1866) et les cartes ou photos aériennes de l'IGN pour la période actuelle (1950 à aujourd'hui).

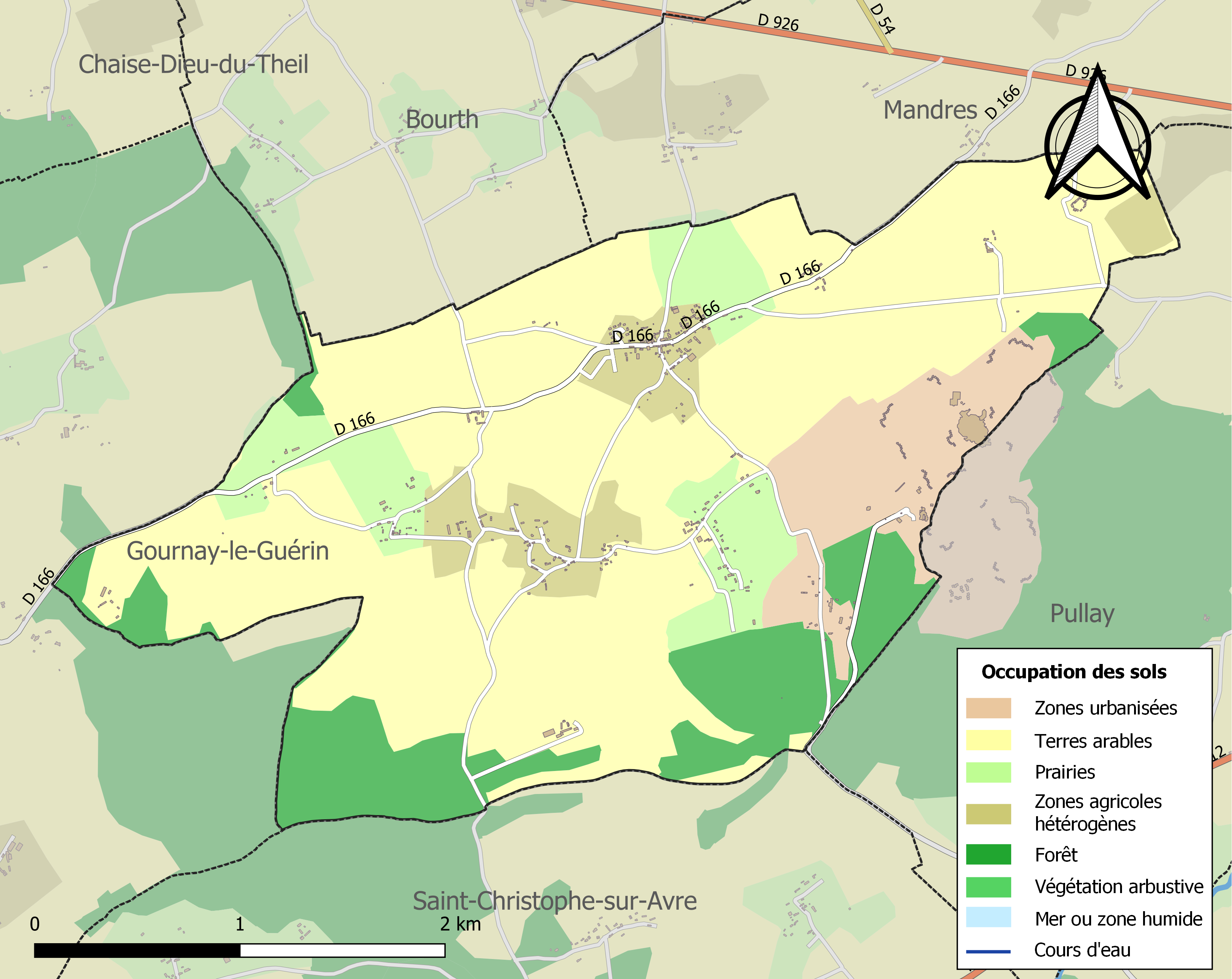
Carte des infrastructures et de l'occupation des sols de la commune en 2018 (CLC).

## Toponymie
Le nom de la localité est attesté sous les formes Barilz au XIIe siècle, Bariz en 1389 (archives des religieuses du Trésor).
Son toponyme est issu du gallo-romain barriculus qui désignait une barrique puis du latin médiéval barriclus en référence à un petit tonneau. Le nom du village vient donc des barils qu’on y fabriquait autrefois.

## Politique et administration
| Période                                  | Période   | Identité        | Étiquette | Qualité    |
| ---------------------------------------- | --------- | --------------- | --------- | ---------- |
| mars 2001                                | 2008      | Alain Rattier   |           |            |
| mars 2008                                | mars 2014 | Hubert Privé    |           | Sculpteur  |
| mars 2014                                | En cours  | Philippe Obadia | SE        | Professeur |
| Les données manquantes sont à compléter. |           |                 |           |            |

## Population et société

### Démographie
L'évolution du nombre d'habitants est connue à travers les recensements de la population effectués dans la commune depuis 1793. Pour les communes de moins de 10 000 habitants, une enquête de recensement portant sur toute la population est réalisée tous les cinq ans, les populations de référence des années intermédiaires étant quant à elles estimées par interpolation ou extrapolation. Pour la commune, le premier recensement exhaustif entrant dans le cadre du nouveau dispositif a été réalisé en 2006.

En 2022, la commune comptait 270 habitants, en évolution de +3,85 % par rapport à 2016 (Eure : −0,25 %, France hors Mayotte : +2,11 %).
| 1793 | 1800 | 1806 | 1821 | 1831 | 1836 | 1841 | 1846 | 1851 |
| ---- | ---- | ---- | ---- | ---- | ---- | ---- | ---- | ---- |
| 360  | 287  | 414  | 406  | 394  | 396  | 390  | 360  | 364  |

| 1856 | 1861 | 1866 | 1872 | 1876 | 1881 | 1886 | 1891 | 1896 |
| ---- | ---- | ---- | ---- | ---- | ---- | ---- | ---- | ---- |
| 348  | 337  | 232  | 288  | 300  | 270  | 283  | 265  | 282  |

| 1901 | 1906 | 1911 | 1921 | 1926 | 1931 | 1936 | 1946 | 1954 |
| ---- | ---- | ---- | ---- | ---- | ---- | ---- | ---- | ---- |
| 265  | 251  | 273  | 231  | 214  | 223  | 226  | 250  | 245  |

| 1962 | 1968 | 1975 | 1982 | 1990 | 1999 | 2006 | 2011 | 2016 |
| ---- | ---- | ---- | ---- | ---- | ---- | ---- | ---- | ---- |
| 259  | 202  | 186  | 177  | 178  | 164  | 159  | 202  | 260  |

| 2021 | 2022 | - | - | - | - | - | - | - |
| ---- | ---- | - | - | - | - | - | - | - |
| 273  | 270  | - | - | - | - | - | - | - |

### Lieux de cultes

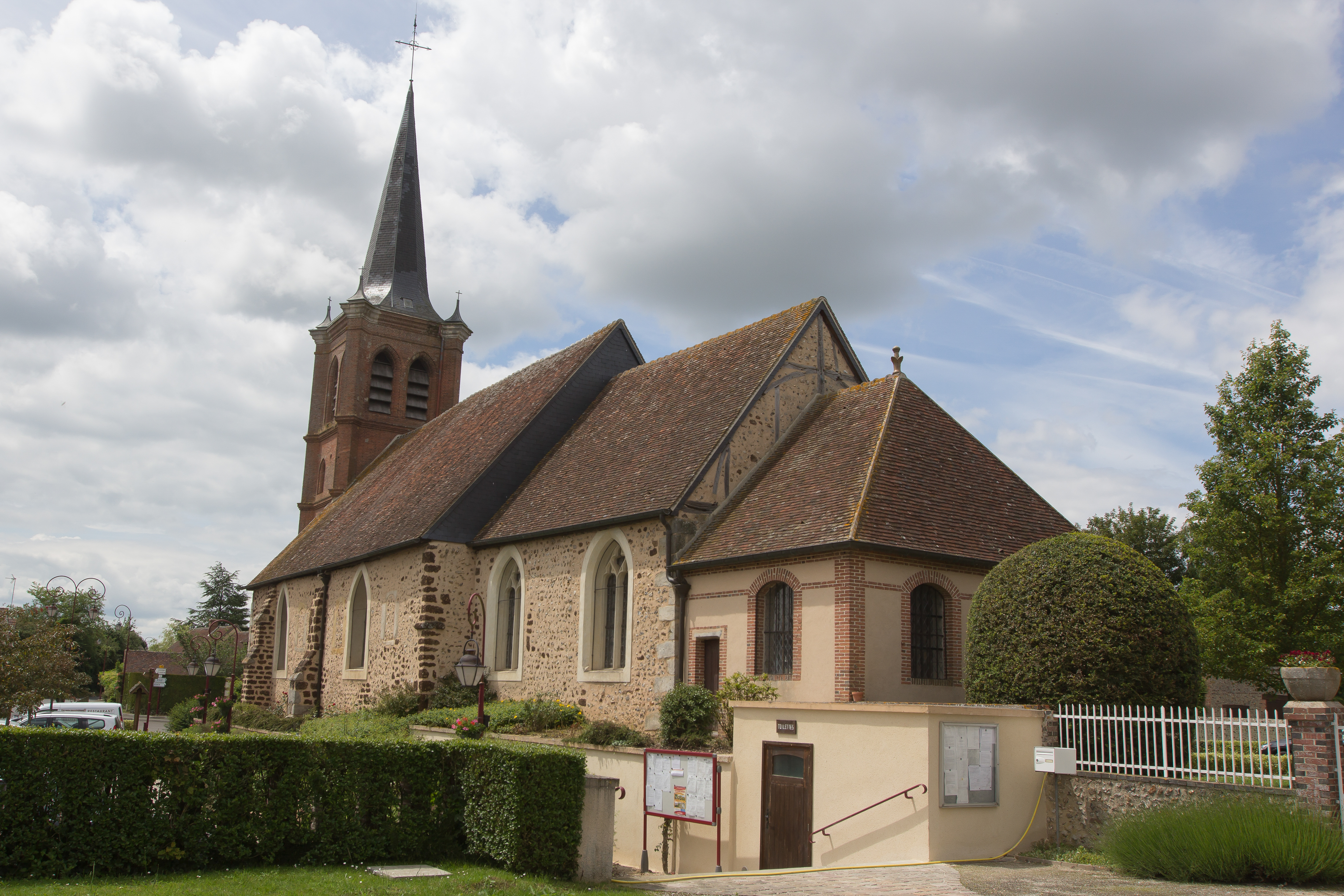
L'église Notre-Dame.

Le territoire de la commune des Barils fait partie de la paroisse catholique de « Sainte Marie du Pays de Verneuil » au sein du diocèse d'Évreux. Le lieu de culte est l'église Notre-Dame.

## Économie

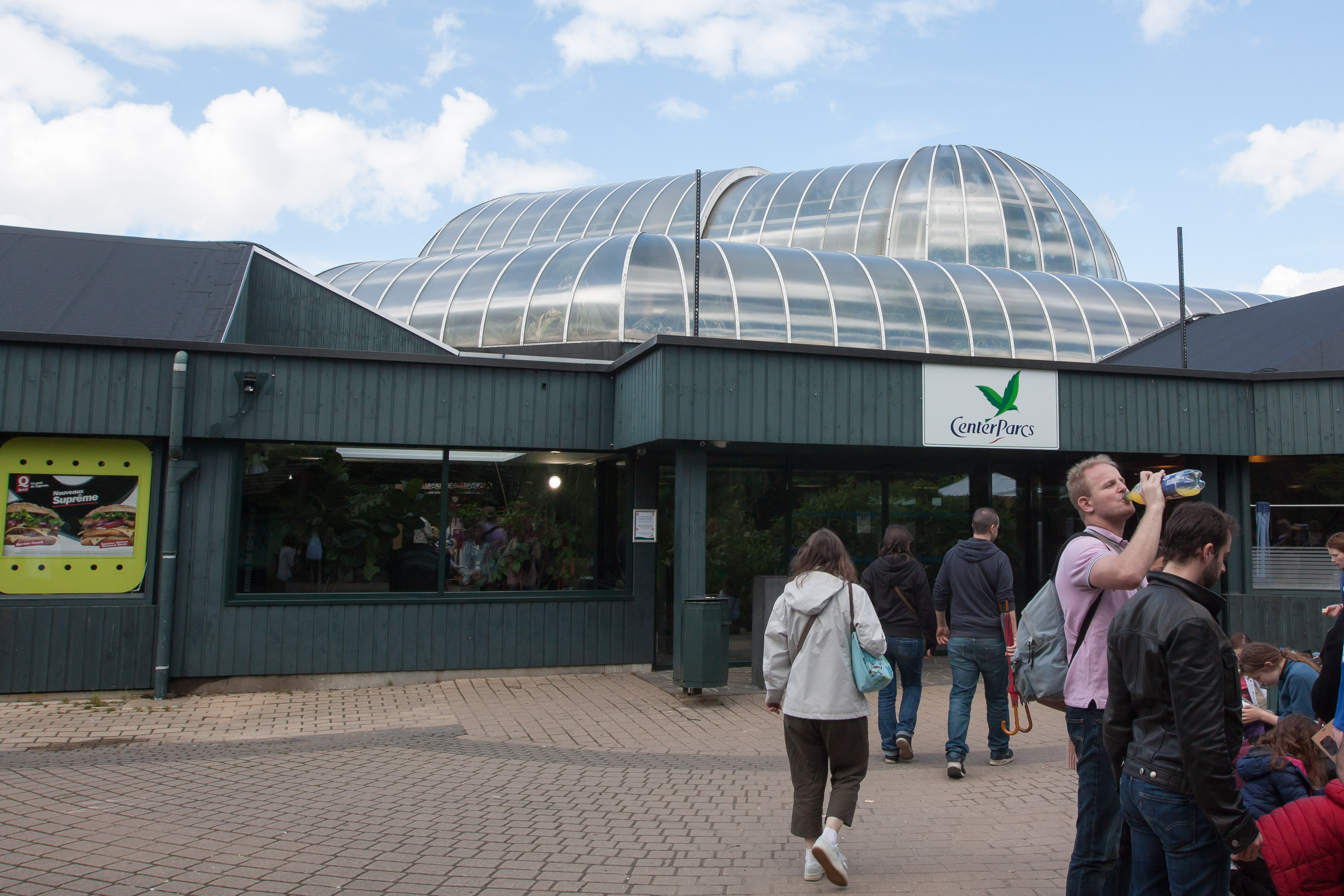
Le dôme aquatique du Center Parcs des Bois-Francs.

La majeure partie du village de vacances Center Parcs Les Bois-Francs, le premier domaine Center Parcs ouvert en France en 1988, se situe sur le territoire de la commune des Barils.

## Culture locale et patrimoine

### Lieux et monuments

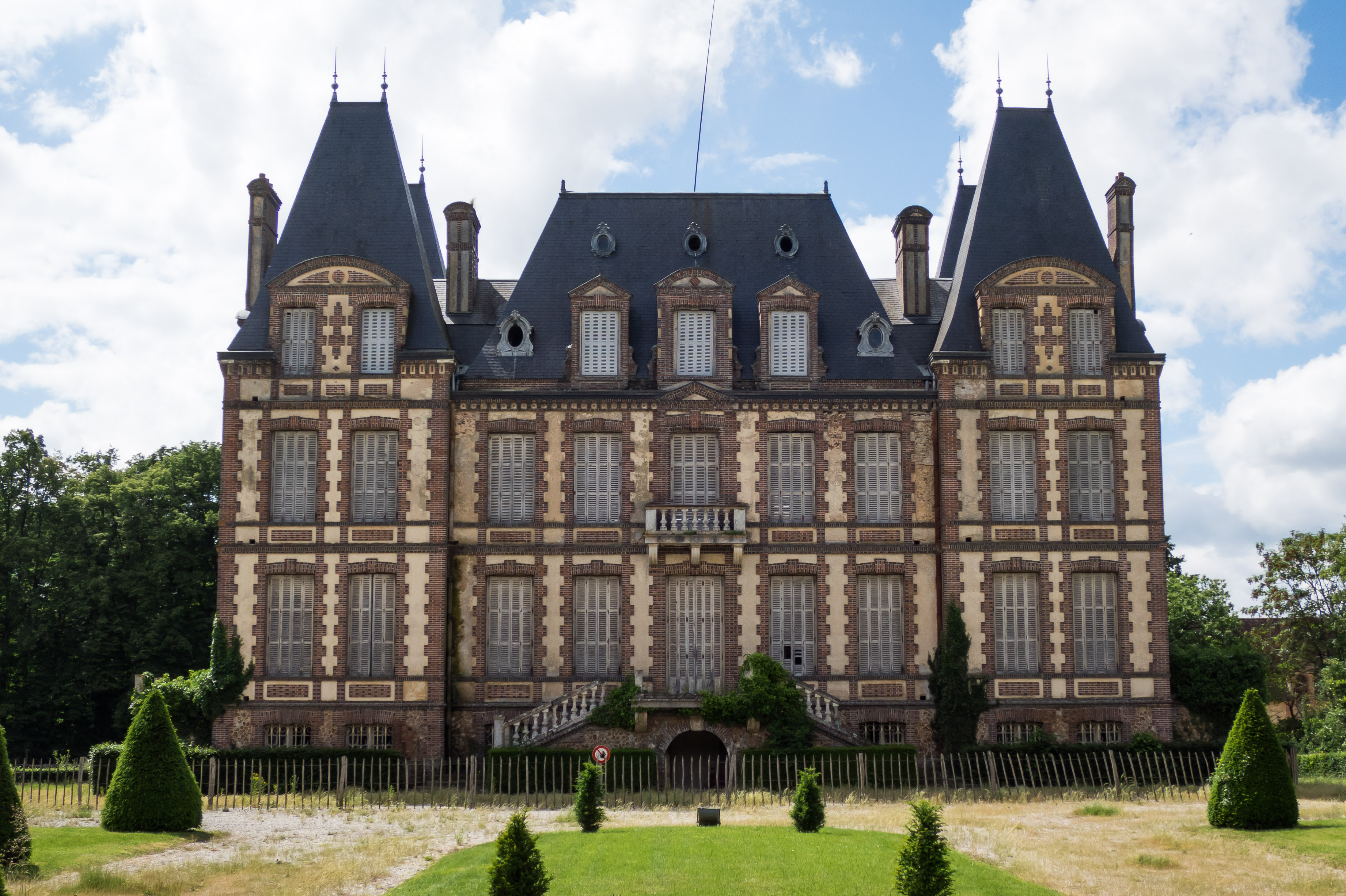
Le château des Bois-Francs.

- Le château des Bois-Francs, du XIXe siècle.
- L'église Notre-Dame.

### Personnalités liées à la commune
- Le comédien Jean-Marie Proslier y a ouvert un restaurant-épicerie[réf. nécessaire].